# خوان كورونا
خوان كورونا فاليجو (7 فبراير 1934 - 4 مارس 2019) قاتل متسلسل مكسيكي، أُدين بقتل 25 عاملًا مهاجرًا في المزارع، عُثر على جثثهم مدفونة في بساتين الخوخ قرب نهر فيذر بمقاطعة سوتر، كاليفورنيا، عام 1971. اعتُبرت جرائمه آنذاك من بين الأكثر شهرة في تاريخ الولايات المتحدة، وكان يُعد القاتل المتسلسل الأكثر دموية في أمريكا حتى اكتشاف ضحايا دين كورل بعد عامين.
في عام 1973، أُدين كورونا بـ25 تهمة قتل من الدرجة الأولى. ومع ذلك، ألغت محكمة الاستئناف هذه الإدانة عام 1978 بسبب ضعف تمثيله القانوني، وأُعيدت محاكمته. وفي عام 1982، أُدين مجددًا بجميع التهم الموجهة إليه. أمضى بقية حياته في السجن وقضى عقوبة بالسجن المؤبد في سجن ولاية كاليفورنيا، كوركوران، حيث توفي عام 2019.

## روابط خارجية
- خوان كورونا على موقع IMDb (الإنجليزية)
- خوان كورونا على موقع إن إن دي بي (الإنجليزية)